# فيليب روث (عازف تشيلو)
فيليب روث (بالألمانية: Philipp Roth)‏ هو عازف تشيلو ألماني، ولد في 25 أكتوبر 1853، وتوفي في 9 يونيو 1898.